# سوهاج الجديدة
سوهاج الجديدة هي مدينة مصرية جديدة من مدن الجيل الثالث، تقع في محافظة سوهاج، وتتبع إدارياً لهيئة المجتمعات العمرانية الجديدة، أُنشئت بقرار رئيس جمهورية مصر العربية رقم 196 لسنة 2000، ويتم تسميتها بين الناس باسم الكوامل نظرا لقربها الشديد واحتوائها جزء من قرية الكوامل وتقع المدينة جنوب غرب مدينة سوهاج القائمة غرب النيل و تبعد 18 كيلومتر عن مدينة سوهاج الحالية.

## المخطط العام
تعد مدينة سوهاج الجديدة البوابة الغربية لمحافظة سوهاج وتبعد عن المدينة الأم 8 كيلومترات، وحدد القرار الجمهوري رقم (196) لسنة 2000 مساحة المدينة ب30982 فدانًا، ثم قُلصت المساحة إلى 29516 فدانًا بقرار رئيس مجلس الوزراء رقم 1623 لسنة 2015. ثم أضيفت غابة شجرية للمدينة الجديدة بمساحة 834.8 فدانًا؛ لتصبح مساحة المدينة بعد القرار الجمهوري رقم 214 لسنة 2016 (30351.04) فدانًا.

## التركيبة السكانية
تستوعب أكثر من 1.5 مليون نسمة بحلول 2050، بما يعادل 30% من سكان سوهاج، خاصة بعد تجهيزها بجميع الخدمات.

## الخدمات
يوجد بالمدينة 48 مبنًى خدميًّا تم تنفيذ 45 منها أسواق تجارية، مسجد، نادي الطفل، ملاعب رياضية، مبنى الشرطة والمطافئ، حضانات ومدراس تعليم أساسي، وحدات صحية، حديقة كبيرة، أتوبيسات وعدد من سيارات السرفيس والأتوبيسات لنقل المواطنين داخل المدينة.

### الصحة
- مستشفى سوهاج الجديدة الجامعي على مساحة 26 ألف متر مربع مقسمة إلى 3 مباني، المبنى الأول يضم قسم الاستقبال والعيادات الخارجية، والثاني المبنى التعليمي وكلية الطب البشري، والثالث مبنى الخدمات ويشمل كل الخدمات التي تقدمها المستشفى بسعة 286 سرير، من بينهم قسم خاص بالعيادات الخارجية، وعدد 12 غرفة عمليات جراحية كبرى وصغرى، وعدد 47 وحدة عناية مركزة، ووحدات غسيل كلوي للأطفال والكبار وبلغت التكلفة الإجمالية مليار و 178 مليون جنيه، وتضم المستشفى 200 سرير إقامة، مقسمة إلى 125 سرير إقامة مرضى، و 45 سرير رعاية مركزة، و 30 حضانة للأطفال المبتسرين، بالإضافة إلى 86 سرير نوعي، عبارة عن 32 سرير غسيل كلوي، و 18 سرير طوارئ، و 16 سرير إفاقة، و 20 حضانة طبيعي، وذلك لخدمة المواطنين بسوهاج ومحافظات جنوب الوادي.[5]
- مستشفى علاج سرطان الأطفال على مساحة 6.5 فدان بسعة 263 سريرا مكون من (بدروم بمساحة 8296 م2 + أرضي بمساحة 7191 م2 + 6 أدوار متكررة بإجمالي مساحة 35460 م2).[6][7]

### الرياضة والترفيه
- نادي قضاة سوهاج والمقام على مساحة فدانين، ويضم حديقة للأطفال، وركن للعائلات، وكافيتريا، وممشى رياضى، وملاعب لكرة القدم الخماسى، والتنس، والاسكواش، بالإضافة إلى حمام السباحة، ومساحة مخصصة للمبنى الإجتماعي والمسجد.[8]
- حديقة الحيوانات بمنطقة خدمات غرب الحي الثاني، بتكلفة استثمارية تقدر بـ 50 مليون جنيه، ويتكون من أماكن لرعاية وعرض الحيوانات البرية مثل: الأسود - الضباع - الذئاب - الثعالب - الكباش البرية، كما تحتوي الحديقة على الطيور النادرة مثل: الطاووس - الصقور - النسور - البوم، فضلا عن الزواحف: التماسيح -السلاحف - الأفاعي.[9]
- حديقة الطيور الذهبية على مساحة 14,5 فدان وبها 6 بوابات أمن وقاعة أفراح مفتوحة تسع حتى 1000 فرد.[10][11]

### الإسكان
- تم تنفيذ عدد 8342 وحدة سكنية بمشروع الإسكان الاجتماعي داخل المدينه، وذلك بمساحة 90 مترا، بالإضافة إلى أنه جار تنفيذ عدد 47 عمارة بمشروع الإسكان منها 7 عمارات بنظام الوحدة 75 مترا.[12]

## البنية التحتية

### الطرق والمواصلات

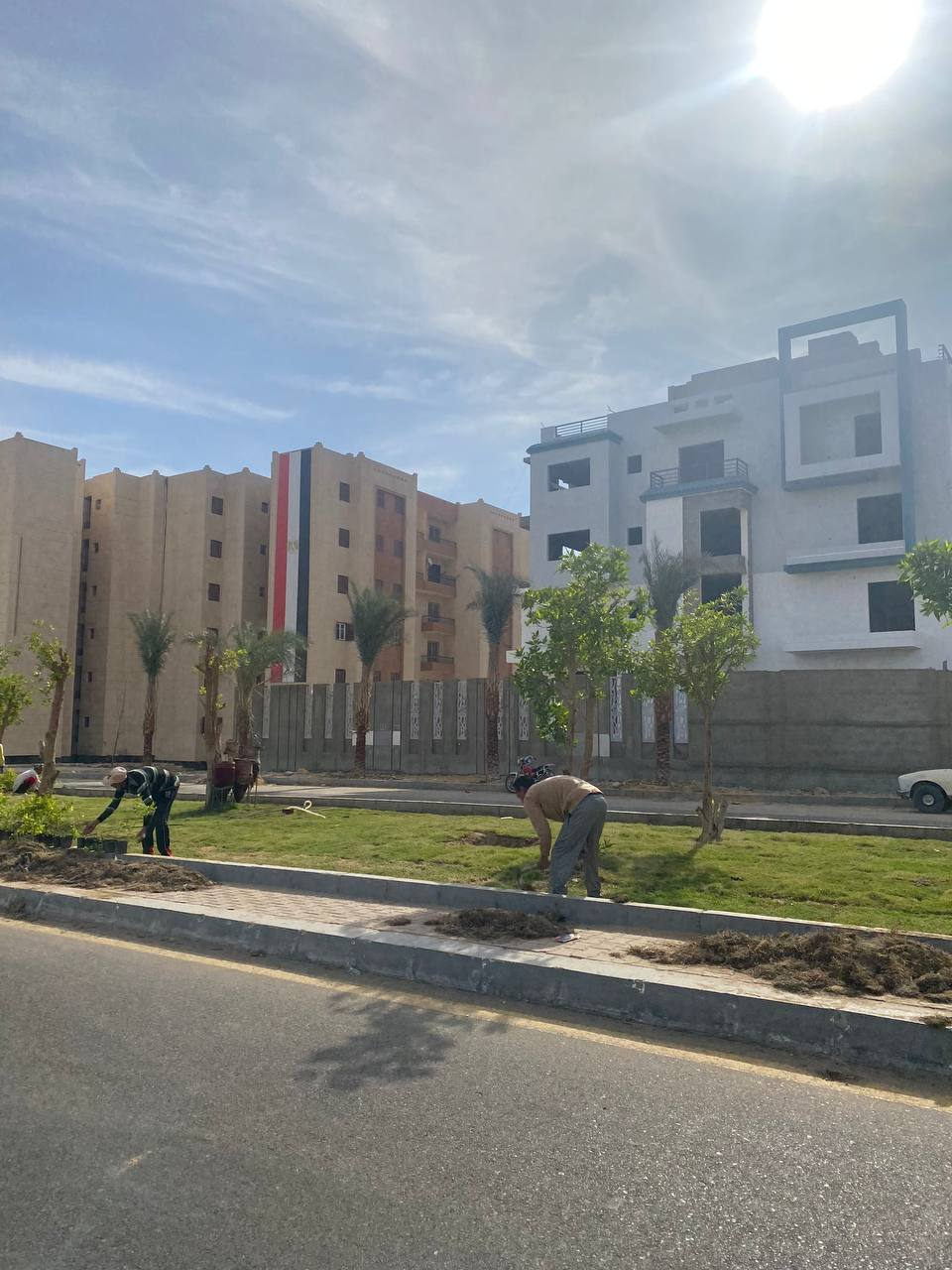
عمال يقومون بحرث الأرض في مدينة سوهاج الجديدة

- تحتوي المدينة على شبكة الطرق التي ربطتها بمدينة سوهاج الأم بطريق يبلغ طوله 8.3 كم وبمطار سوهاج الدولي بطريق يبلغ طوله 7.5 كم والطريق المار أمام المدينة بطول 14 كم حتى الصحراوي الغربي القاهرة – أسوان. واهتم جهاز التعمير والإسكان بالمدينة بتوفير خدمة المواصلات عن طريق تأجير أتوبيسات على حساب الجهاز، بالإضافة إلى تشغيل عدد 4 أتوبيسات للمدينة ضمن منظومة النقل الجماعي للمدن الجديدة.[13]

### مياه الشرب والصرف الصحي
- محطة التغذية العاجلة بطاقة 6400 م3 / يوم لاستيعاب المياه المنتجة من 6 آبار منفذة بالمدينة بمتوسط 5000 م3 / يوم وخط قطر 200 مم من محطة بلصفورة السطحية لنقل 2000م3 / يوم من المياه الصالحة للشرب إلى المدينة وضخها في خزان التغذية العاجلة للخلط مع مياه الآبار ومنها إلى شبكة المدينة لتوفير احتياجات المدينة في المرحلة العاجلة بالإضافة إلى محطة التنقية بطاقة 35000 م3 / يوم كمرحلة أولى وشبكات المياه بطول 183 كم وجار تنفيذ شبكات مياه بطول 126 كم لمناطق التوسعات الشمالية والشرقية والجنوبية.
- محطة رفع الصرف الصحي بطاقة 4800 م3 / يوم (كحل عاجل) وخط الطرد لربط تصرفات المدينة على محطة معالجة سوهاج غرب وشبكات الصرف الصحي بطول 145 كم ومحطة رفع منطقة 214 فدان غرب الجامعة ومحطة رفع الصرف الصحي 162 فدان و127 فدان وشبكات الصرف الصحي بطول 76 كم لمناطق التوسعات الشمالية والشرقية والجنوبية ومحطة معالجة بطاقة 36 ألف م3 / يوم منها 12 ألف م3 / يوم كمرحلة أولى.

### الكهرباء والاتصالات
- تحتوي المدينة علي شبكات الكهرباء بطول 788 كيلومترًا، مربوطة بمحطة محولات الكوامل بقدرة 53 ميجاوات، وذلك من عن طريق شبكة طولها 1160 كيلومترًا، تقوم على إدارتها خمسة موزعات للكهرباء.[14]
- شبكات الاتصالات عددها 3491 خطًّا مدنيًّا رئيسيًّا وثانويًّا، و 2219 خطًّا مدنيًّا رئيسيًّا و 24694 خطًّا مدنيًّا.

## التعليم

### التعليم الجامعي
- جامعة سوهاج وتضم كلية التربية والهندسة والزراعة والأداب والحاسبات والذكاء الإصطناعي ورياض الأطفال والصيدلة والحقوق وطب الفم والأسنان ومبنيي علوم 1 وعلوم 2 ومبنى الإدارة المركزية ومبنى الفندق ومبنى الإدارة الهندسية .[15]
- جامعة ميريت هي جامعة خاصة تقع بسوهاج الجديدة مملوكة لشركة المنارة للاستثمار والتنمية وتضم أحد عشر كلية.
- يوجد بالمدينة 17 مدرسة للتعليم ما قبل الجامعي، منها ثلاث مدارس حكومية للتعليم الأساسي، وثلاث مدارس خاصة لمختلف المراحل.[بحاجة لمصدر]

### التعليم ما قبل الجامعي
- يوجد بمدينة سوهاج الجديدة عدة مدارس منها مدرسة تعليم أساسى (مدرسة أبوبكر الصديق) وتم تشغيلها للعام الدراسى الحالي، وجارٍ تنفيذ مدرسة 42 فصلا تعليم أساسى بقيمة إجماليـة 32 مليون جنيه،  كما تم تخصيص مدرستين خاصتين للمستثمرين وجارٍ التنفيذ للبدء في تشغيلها، وجارٍ تنفيذ مدرسة أخرى لصالح هيئة الأبنية التعليمية.[16]

## الإقتصاد

### التجارة
- يوجد بالمدينة سوق حضاري لتجارة الحاصلات الزراعية بالجملة على مساحة 43 فدانًا بلغت قيمته التعاقدية قرابة 100 مليون جنيه، ويضم السوق 351 محلًا تجاريًا، تتنوع بين دكاكين لبيع الخضراوات والفاكهة وثلاجات وشوادر بالإضافة إلى مجموعة من المباني الخدمية الملحقة.[14]

### البنوك
| - بنك مصر. - البنك الأهلي. | - بنك ناصر الإجتماعي. |

- بنك الإسكندرية

### المنطقة الصناعية
- المنطقة الصناعية بالمدينة توجد بالحي الرابع وتبعد عن المدينة بمسافة 1.5 كم، تضم عدد 307 مصانع، منها 90 مصنعاً تعمل بكامل طاقتها، وجارٍ تشغيل عدد من المصانع الأخرى بالمنطقة، كما تضم المنطقة عدد 145 مخزناً، المستغل منها نحو 136 مخزناً بأنشطة مختلفة.[20][21][22][23]